# Második Reformkor Párt
A Második Reformkor Párt (röviden Második Reformkor, 2RK vagy 2RK Párt) 2023-ban létrehozott centrista párt, melyet Vona Gábor vezet megalakulása óta.

## Előzmények
Vona Gábor a 2018-as országgyűlési választást követően – amely a Fidesz egyértelmű győzelmével zárult – ígéretének megfelelően lemondott a Jobbik elnöki posztjáról. Emellett a parlamenti képviselői mandátumát sem vette át, 2019-ben pedig kilépett a pártból. Ezt követően Vona néhány évre felhagyott a  pártpolitikával, de politikai elemzőként médiaszerepléseket vállalt és saját YouTube-csatornát is indított, ahová elsősorban társadalmi kérdésekkel foglalkozó videókat töltött fel. 2019-ben megalapította a párt elődjének tekinthető Második Reformkor Alapítványt, amely Vona mellett közéleti érdeklődésű embereket tömörített. Az alapítvány többek közt javasolta a Cigány hősök napja bevezetését, a pártok nélküli önkormányzatok mellett tett hitet, és online szavazásokat tartott az általa fontosnak tartott kérdésekről.

## Megalakulása
Vona Gábor az alapítványi formát nem tartotta megfelelőnek a továbbiakban politikai céljai eléréséhez, így 2023. szeptember 7-én megalapította a Második Reformkor Pártot, melynek elnöke lett. A párt nem kívánja magát politikai oldalhoz sorolni, vagy valamilyen ideológiához. A Második Reformkor Párt megalakulásával a tagok megfogalmazták:
Valljuk, hogy a feladat ugyanaz, mint 200 éve: megtalálni azokat az átfogó, közös ügyeket, amelyek túlnőnek minden megosztottságon, amelyek mentén az értelmetlen veszekedést felválthatja a konstruktív vita és a teremtő cselekvés, melyek egyszerre szolgálják a nemzet érdekét, az ország fejlődését és a környezet megóvását. Mi, a Második Reformkor közösségének tagjai büszkén és örömmel valljuk magunkénak a reformkoriság politikai szemléletét!

## Vezetőség
- Vona Gábor (Elnök)
- Burány Árpád (Alelnök, Szóvivő)
- Kézdy Dániel (Alelnök)
- Labundy Márk (Alelnök)
- Pekárné Farkas Emese (Alelnök)
- Sarokné Varga Anna (Alelnök)
- Tóth Gábor (Alelnök)
- Dakó József (Pártigazgató)
- Káplár Mátyás (Szakmai igazgató)
- Ágoston Pál (Kommunikációs igazgató)

## 2024-es európai parlamenti választás
A párt indult a 2024-es európai parlamenti választáson, mivel sikeresen összegyűjtötte az ehhez szükséges 20 000 támogató ajánlást. Az egyidejűleg tartott önkormányzati választásokon viszont nem vettek részt, mivel úgy vélték, pártoknak nincs helye az önkormányzatokban.
| Választás | Szavazatok száma | Szavazatok aránya | Mandátumok száma | Európai parlamenti csoport | Európai párt |
| --------- | ---------------- | ----------------- | ---------------- | -------------------------- | ------------ |
| 2024-es   | 30 758           | 0,68%             | 0 / 21           | –                          | –            |